# Okręg wyborczy South West Surrey
Okręg wyborczy South West Surrey – powstał w 1983 r. i wysyłał do brytyjskiej Izby Gmin jednego deputowanego. Okręg obejmował dystrykt Waverley w hrabstwie Surrey z miastami Farnham, Godalming i Haslemere. Został zlikwidowany przed wyborami parlamentarnymi w 2024.

## Deputowani do brytyjskiej Izby Gmin z okręgu South West Surrey
- 1983–1984: Maurice Macmillan, Partia Konserwatywna
- 1984–2005: Virginia Bottomley, Partia Konserwatywna
- 2005–2024: Jeremy Hunt, Partia Konserwatywna

## Źródła
- South West Surrey (1983–1997)
- South West Surrey (1997–2010)
- South West Surrey (2010–2024)